# Auxiliadoras de la Caridad
La Congregación de Auxiliadoras de la Caridad (oficialmente en francés: Congrégation des Auxiliatrices de la Charité) es una congregación religiosa católica femenina de vida apostólica y de derecho pontificio, fundada por el religioso francés Emilio Anizan, en Montgeron, en 1926. A las religiosas de este instituto se les conoce como auxiliadoras de la caridad

## Historia

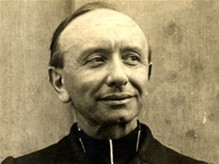
Emilio Anizan (1853-1928), fundador de la congregación.

Emilio Anizan (Jean-Émile Anizan), luego de haber fundado la Congregación de los Hijos de la Caridad, en 1918, decidió dar inicio a la rama femenina del instituto. Con la ayuda de Thérèse Joly, fundó la Congregación de las Auxiliadoras de la Caridad en 1926, con el fin de ayudar y atender a las clases operarias de Montgeron (Francia). Con la aprobación del obispo de Versailles, el instituto pasó a ser congregación de derecho diocesano en 1933; y en 1951, la Santa Sede lo reconoció como congregación de derecho pontificio.

## Organización
La Congregación de Auxiliadoras de la Caridad es un instituto religioso centralizado, cuyo gobierno lo desempeña la superiora general coadyuvada de consejo, elegida para un periodo de ocho años. La sede central se encuentra en Villejuif (Francia).
Las auxiliadoras de la caridad se dedican a la evangelización en el mundo operario, su espiritualidad es carmelita y tienen como patrona a santa Teresa de Jesús.
En 2015, la congregación contaba con unas 51 religiosas y 9 comunidades presentes en Benín, Francia, Honduras y Portugal.